# Regionalia
Regionalia ist eine Onlinezeitung und erscheint mit einer Bundesausgabe, mit Regionalausgaben und mit Fachausgaben. Die Multimedia-Zeitung ermöglicht angemeldeten Nutzern und Redakteuren die Teilnahme in ihrem Netzwerk und die Veröffentlichung von Daten und Artikeln. Auch die Leser können sich als Einsteller von Informationen beteiligen (Leserreporter). Regionalia ging am 4. Juli 2009 online und ermöglichte schon damals Streaming mittels der eigens entwickelten integrierten Software. Herausgeber von Regionalia Deutschland ist der Neue Zeitungsverein e.V., Gemeinschaft für freies Wissen und wahre Information mit Sitz in Freiburg im Breisgau, der mit seiner Arbeit unabhängigen, freien Journalismus fördert.